# Нафары
Нафары (азерб. Nəfərlər) — этнографическая группа азербайджанцев, проживающая в основном в останах Фарс, Тегеран и Луристан в Иране. Говорят на одном из южных диалектов азербайджанского языка.

## Численность и расселение
Ибрагим-хан Бахарлу считает, что нафары пришли в Фарс вместе с бахарлу, эйналлы, шамлы и гарагёзлю. По его словам, племя нафар было тогда самым многочисленным из пяти и насчитывало около 12 000 семей. В северном Иране до сих пор существует племя по имени нафар. Его яйлаги находятся в горах Эльбурз, а гышлаги — в районе Хавара. В 1913 году племя все еще вело кочевой образ жизни. Его яйлаги находились в районе Абадетешке, к северу от озера Нейриз, а гышлаги — в окрестностях Дараба и Яхрома, а также в Луристане. С тех пор нафары стали вести оседлый образ жизни.
Леди Шейл в 1849 году насчитывала 850 семейств нафаров. Согласно Деморгни, в 1913 году проживало 3500 семей племени. По данным 1918 года нафары насчитывали 300 семей. В 1932—1933 и 1950 годах племя состояло из 3500 семейств. В 1953 году Эдвардс писал о 450 семейств найаров. Согласно Фасаи, Деморгни и Кейхану, нафары состояли из следующих кланов: бадеки, татемли, чангари, дулуханлы, заманханлы, саттарлы, санджарлы, шули, татем, джен, араги, гадлы, губадханлы, гарабаджаклы, гейдарлы и лур.
По словам Масуда Кейхана, в 1932 году в районе Тегерана также проживало племя нафар. Их гышлаги находились в районе Чавар, к югу от столицы, а яйлаги — в горах Альборза. Несколько групп нафаров с течением времени покинули своё племя и остались кочевниками. В апреле 1957 года Пьер Оберлинг встретил некоего Лутфа Али Шарифа, учителя племенной школы, который рассказал ему, что он жил с группой нафаров, которые отделились от конфедерации Хамсе несколько поколений назад. По его словам, эти нафары насчитывают примерно сто семей и говорят по-тюркски. Их яйлаги находятся в окрестностях Гоудзерешка (74 километра к юго-востоку от Ардакана), Хасанабада (66 километров к юго-востоку от Ардакана) и Рамджерде. Их гышлаги находятся вокруг Хане-Кадана и Алиабада, в Хафре (между Джахрамом и Ширазом). Вождем этого племени является некто Рахман-хан (который в 1940-х годах сменил своего брата Гайгауз-хана).
Бывший вождь племени бассери Мухаммед-хан Заргами, также упомянул Оберлингу об этой группе. По его словам, они мигрировали вместе с бассери и теперь принадлежат к этому племени. Мухаммед-хан также сказал, что они говорят по-тюркски. Один из старейшин племени бассери утверждал, что тюркоязычные жители гондашлы и бадаки, недалеко от Заркана, являются ответвлениями нафаров Рахман-хана. Две другие группы нафаров принадлежат к конфедерации кашкайцев. Одна из них, насчитывающая около ста семей, входит в состав клана зохрабханлы племени амали. Его яйлаги находятся в Бейзе и Хосро Ширине (к северо-западу от Шираза), а гышлаги — в окрестностях Шахрестана (102 километра к северо-западу от Лара) и Хаммами (98 километров к северо-западу от Лара), в Хондже. По словам Зохраб-хана, главы клана зохрабханлы, эти нафары покинули своё племя около 120 лет назад. Нафары из племени амали были замечены Эдвардом Стеком в конце XIX века. Он встретил их между Фирузабадом и Ларом и указал, что они принадлежат к конфедерации кашкайцев. Согласно Документам иранской армии от 1958 года, в племени кешкили кучек из числа кашкайцев, также есть клан по имени нафар. Он состоял из тридцати семей. Сегодня нафары разбросаны по огромной территории на юго-востоке Фарса. Значительная их группа также поселилась в районе Рамджерд, к северу от Шираза. Согласно Joshua Project, в 2016 году численность нафаров составляла 4600 человек.

## История
Одним из наиболее известных из них был Хаджи Хусейн-хан Нафар, который стал вождем племён бахарлу и нафар во время правления Надир шаха. Его сын Мухаммед Таги-хан, за которым, в свою очередь, последовал его сын Али Акбар-хан, также возглавлявший оба племени. Бахарлу и нафары иногда выбирали лидеров друг друга в качестве вождей своих племен. В 1861 году нафары присоединились к конфедерации Хамсе. Самым могущественным лидером племени в последние годы был Сардар-хан, известный разбойник. Его зять, Рахдар, также был разбойником, и его слава заключалась в том, что в 1940 году он убил директора отделения Национального банка в Ширазе Абдула Гаффара Бехруза и его людей, когда они направлялись в Лар. Центральное правительство предприняло нерешительную попытку схватить преступника (который принял Бехруза за одного из кавами), а затем пошло на компромисс. Правительство предоставило Рандару небольшой участок земли, а Рандар, в свою очередь, пообещал поселиться в этой собственности и воздерживаться от дальнейших набегов. Эмирага-хан Бахарлу утверждал, что самым важным из современных лидеров племени является некто Джалил-бек. По словам Гаррода, «нафары превратились в беззаконный сброд из нескольких сотен семей, разбивших лагерь в скалистых пустошах к югу от Лара, где они охотятся на немногих оседлых жителей, оставшихся в этом негостеприимном регионе». Эдвардс сообщает, что ковры, производимые нафарами, очень малы, но по качеству выше среднего. Суровое правление Реза шаха Пехлеви ещё больше подорвало единство и сплоченность нафаров.